# Francisco I de Módena
Francisco I d'Este (em italiano Francesco I d’Este) (6 de Setembro de 1610 - 14 de Outubro de 1658) foi Duque de Módena e Reggio de 1629 até à sua morte. Era o filho mais velho de Afonso III de Módena e da sua mulher, Isabel de Saboia, tornando-se duque reinando após a abdicação de seu pai.

## Biografia
A peste que afectou os seus estados entre 1630 e 1631 matou 70% dos habitantes de Módena.
Em 1631 ficou noivo de Maria Catarina Farnésio (Maria Caterina Farnese) (1615–1646), filha de Rainúncio I Farnésio, Duque de Parma. Deste casamento teve uma filha, Isabel d'Este.
Com o deflagrar da Guerra dos Trinta Anos, Francisco alinhou com a Espanha invadindo o ducado de Parma, mas, após visitar Espanha onde reclamou a sua recompensa, apenas conseguiu adquirir a cidade de Correggio contra um pagamento de 230 mil florins.
Seguiram-se as Guerras de Castro, nas quais o ducado de Modena se juntou a Veneza e a Florença ao lado dos Farnésio de Parma contra o Papa Urbano VIII, da família Barberini, com o objectivo de reconquistar Ferrara. A guerra acabou sem qualquer ganho substancial para Módena. Como, mais uma vez, nenhuma ajuda chegava de Espanha, Francisco aliado a França através da mediação do Cardeal Mazarino. Contudo, quando falhou a conquista de Cremona, e a Guerra dos Trinta Anos parecia ser favorável à Espanha, o Duque procurou um acordo. Relançou a ideia da aliança francesa casando o seu filho e herdeiro Afonso com Laura Martinozzi, sobrinha de Mazarino.
Após resistir com sucesso a uma invasão espanhola, proveniente do Milanês, territórios que os espanhóis possuíam em Itália, lutou ao lado da França e da Casa de Saboia, conquistando Alessandria e Valenza em 1656–1657 com a ajuda de seu filho. Em 1658 conquistou Mortara mas, atingido pela malária, morreu em Santhià logo depois.
Após a morte de sua mulher Maria em 1646, casou com a irmã desta, Vitória Farnésio (Vittoria Farnese), que veio a falecer em 1649.
O seu último casamento veio a realizar-se com Lucrécia (Lucrezia) Barberini (1628–1699), filha de Tadeu (Taddeo) Barberini contra quem as suas tropas haviam lutado durante a Primeira Guerra de Castro. Teve um total de onze filhos, dois dos quais, Afonso e Reinaldo, viriam a suceder-lhe sucessivamente no trono do Ducado.
Apesar de um apto comandante militar, Francisco era conhecido pelo seu carácter vertical e religioso. Enriqueceu Módena com a construção do Palazzo Ducalle, de um maior Teatro della Spelta, da Villa delle Pentetorri, de um porto no mais amplo canal Naviglio e da restauração da Cidadela.
Francisco foi imortalizado por Bernini numa escultura feita por volta de 1650-1651 (Museu e Galeria Este, Módena).

## Descendência
Do primeiro casamento com Maria Catarina Farnésio, teve:
1. Afonso (Alfonso), Príncipe herdeiro de Módena (1632), morto na infância;
2. Afonso (Alfonso) (2 de Fevereiro de 1634 - 16 de Julho de 1662), sucedeu a seu pai no trono ducal, com geração;
3. Isabel (Isabella) (3 de Outubro de 1635 - 21 de Agosto de 1666), casou com Rainúncio II Farnésio, Duque de Parma, com geração;
4. Leonor (Leonore) (1639–1640);
5. Teobaldo (Tedaldo) (1640–1643);
6. Américo (Almerigo) (8 de Maio de 1641 - 14 de Novembro de 1660), militar, sem aliança;
7. Leonor (Eleonore) (1643 - 24 de Fevereiro de 1722), sem aliança;
8. Maria (Maria) (8 de Dezembro de 1644 - 20 de Agosto de 1684) casada com Rainúncio II Farnésio, Duque de Parma, com geração;
9. Teobaldo (Tedaldo) (1646), morreu na infância.

Do segundo casamento com Vitória Farnésio, teve:
1. Vitória (Vittoria) (24 de Agosto de 1649 - 1656).

Do terceiro casamento com Lucrécia Barberini, teve:
1. Reinaldo (Rinaldo) (26 de Abril de 1655 – 26 de Outubro de 1737), que veio a ser Duque de Módena, com geração.